# کاستلو دی گودگو
کاستلو دی گودگو (به ایتالیایی: Castello di Godego) یک کومونه در ایتالیا است که در استان ترویزو واقع شده‌است.

## خصوصیات
کاستلو دی گودگو ۱۷٫۹۸ کیلومترمربع مساحت و ۷٬۱۰۲ نفر جمعیت دارد و ۵۱ متر بالاتر از سطح دریا واقع شده‌است.

## خواهرخوانده
شهرهای بووس و Labastide-Saint-Pierre خواهرخوانده‌های کاستلو دی گودگو هستند.